# Triunfo a la Virgen de los Llanos
El Triunfo a la Virgen de los Llanos es un monumento en honor a la patrona de la ciudad española de Albacete.
Está elevado sobre un pedestal de gran altura que constituye su base en la céntrica plaza Virgen de los Llanos de la capital manchega, frente a la fachada sur de la catedral de San Juan Bautista de Albacete.
Fue inaugurada en el 2000. Representa a la Virgen de los Llanos y el Niño Jesús con sendas coronas doradas. Rinde homenaje a la Virgen de los Llanos, patrona de Albacete.
La escultura se "cruza" cada año en mayo con la Virgen de los Llanos del interior de la catedral de Albacete en la procesión que tiene lugar el sábado previo al 27 de mayo, cuando le abren el camarín.